# The Woodies
The Woodies foi um apelido dado a parceria da dupla de tenistas australianos Todd Woodbridge e Mark Woodforde.
Foram a primeira dupla na história a ganhar o chamado True Golden Slam (Os 4 Grand Slams + Medalha de ouro olímpica)

## Copa Davis
Jogaram juntos pela equipe da Austrália, e ajudaram o país a chegar a 3 finais. Em 1999, ajudaram o time a ser campeão após um jejum de 13 anos. Venceram na final a dupla francesa formada por Olivier Delaitre e Fabrice Santoro. O jogo foi em Paris.

## Conquistas
- 61 Títulos[4]
- 1a dupla na história a ganhar o chamado True Golden Slam
- 1 Título de Copa Davis (1999)

### Grand Slams (11)
- 2 Títulos Aberto da Asutrália
- 1 Título de Roland Garros
- 6 Títulos de Wimbledon
- 2 Títulos do US Open
- 2 medalhas olímpicas: 1 medalha de Ouro em Atlanta 1996, e 1 de Prata em Sydney-2000.

### Honrarias
- Eleito por 4 vezes o melhor Time de Duplas do Ano
- Inclusos, como duplas, no Australian Tennis Hall of Fame, em 2010.

## Finais

### Conquistas (61)
| Legend                             |
| Grand Slam (11)                    |
| Tennis Masters Cup (2)             |
| ATP Masters Series (14)            |
| Medalha de Ouro Olímpica (1)       |
| ATP International Series Gold (11) |
| ATP Tour (22)                      |

| Títulos por Superfície |
| Duro (32)              |
| Saibro (7)             |
| Grama (10)             |
| Carpete (12)           |

| No. | Data              | Troneio                            | Superfície | Oponentes na Final                  | Placar                       |
| 1.  | 18 February 1991  | Brussels, Belgium                  | Carpete    | Libor Pimek / Michiel Schapers      | 6–3, 6–0                     |
| 2.  | 11 March 1991     | Copenhagen, Denmark                | Carpete    | Mansour Bahrami / Andrei Olhovskiy  | 6–3, 6–1                     |
| 3.  | 17 June 1991      | London/Queen's Club, England       | Grama      | Grant Connell / Glenn Michibata     | 6–4, 7–6                     |
| 4.  | 30 September 1991 | Brisbane, Australia                | Duro       | John Fitzgerald / Glenn Michibata   | 7–6, 6–3                     |
| 5.  | 27 January 1992   | Australian Open, Melbourne         | Duro       | Kelly Jones / Rick Leach            | 6–4, 6–3, 6–4                |
| 6.  | 17 February 1992  | Memphis, U.S.                      | Duro (i)   | Kevin Curren / Gary Muller          | 7–5, 4–6, 7–6                |
| 7.  | 24 February 1992  | Philadelphia, U.S.                 | Carpete    | Jim Grabb / Richey Reneberg         | 6–4, 7–6                     |
| 8.  | 6 April 1992      | Singapore                          | Duro       | Grant Connell / Glenn Michibata     | 6–7, 6–2, 6–4                |
| 9.  | 17 August 1992    | Cincinnati, U.S.                   | Duro       | Patrick McEnroe / Jonathan Stark    | 6–3, 1–6, 6–3                |
| 10. | 19 October 1992   | Tokyo Indoor, Japan                | Carpete    | Jim Grabb / Richey Reneberg         | 7–6, 6–4                     |
| 11. | 2 November 1992   | Stockholm, Sweden                  | Carpete    | Steve DeVries / David Macpherson    | 6–3, 6–4                     |
| 12. | 29 November 1992  | Doubles Championship, Johannesburg | Duro       | John Fitzgerald / Anders Järryd     | 6–2, 7–6(7–4), 5–7, 3–6, 6–3 |
| 13. | 11 January 1993   | Adelaide, Australia                | Duro       | John Fitzgerald / Laurie Warder     | 6–4, 7–5                     |
| 14. | 15 February 1993  | Memphis, U.S.                      | Duro (i)   | Jacco Eltingh / Paul Haarhuis       | 7–5, 6–2                     |
| 15. | 14 June 1993      | London/Queen's Club, England       | Grama      | Neil Broad / Gary Muller            | 6–7, 6–3, 6–4                |
| 16. | 5 July 1993       | Wimbledon, London                  | Grama      | Grant Connell / Patrick Galbraith   | 7–5, 6–3, 7–6(7–4)           |
| 17. | 1 November 1993   | Stockholm, Sweden                  | Carpete    | Gary Muller / Danie Visser          | 6–1, 3–6, 6–2                |
| 18. | 7 February 1994   | Dubai, UAE                         | Duro       | John Fitzgerald / Darren Cahill     | 6–7, 6–4, 6–2                |
| 19. | 9 May 1994        | Pinehurst, U.S.                    | Saibro     | Jared Palmer / Richey Reneberg      | 6–2, 3–6, 6–3                |
| 20. | 4 July 1994       | Wimbledon, London                  | Grama      | Grant Connell / Patrick Galbraith   | 7–6(7–3), 6–3, 6–1           |
| 21. | 22 August 1994    | Indianapolis, U.S.                 | Duro       | Jim Grabb / Richey Reneberg         | 6–3, 6–4                     |
| 22. | 31 October 1994   | Stockholm, Sweden                  | Carpete    | Jan Apell / Jonas Björkman          | 6–3, 6–4                     |
| 23. | 16 January 1995   | Sydney Outdoor, Australia          | Duro       | Trevor Kronemann / David Macpherson | 7–6, 6–4                     |
| 24. | 27 March 1995     | Key Biscayne, U.S.                 | Duro       | Jim Grabb / Patrick McEnroe         | 6–3, 7–6                     |
| 25. | 15 May 1995       | Pinehurst, U.S.                    | Saibro     | Alex O'Brien / Sandon Stolle        | 6–2, 6–4                     |
| 26. | 22 May 1995       | Coral Springs, U.S.                | Saibro     | Sergio Casal / Emilio Sánchez       | 6–3, 6–1                     |
| 27. | 10 July 1995      | Wimbledon, London                  | Grama      | Rick Leach / Scott Melville         | 7–5, 7–6(10–8), 7–6(7–5)     |
| 28. | 14 August 1995    | Cincinnati, U.S.                   | Duro       | Mark Knowles / Daniel Nestor        | 6–2, 3–0, ret.               |
| 29. | 11 September 1995 | U.S. Open, U.S.                    | Duro       | Alex O'Brien / Sandon Stolle        | 6–3, 6–3                     |
| 30. | 8 January 1996    | Adelaide, Australia                | Duro       | Jonas Björkman / Tommy Ho           | 7–5, 7–6                     |
| 31. | 4 March 1996      | Philadelphia, U.S.                 | Carpete    | Byron Black / Grant Connell         | 7–6, 6–2                     |
| 32. | 18 March 1996     | Indian Wells, U.S.                 | Duro       | Brian MacPhie / Michael Tebbutt     | 1–6, 6–2, 6–2                |
| 33. | 1 April 1996      | Key Biscayne, U.S.                 | Duro       | Ellis Ferreira / Patrick Galbraith  | 6–1, 6–3                     |
| 34. | 22 April 1996     | Tokyo, Japan                       | Duro       | Mark Knowles / Rick Leach           | 6–2, 6–3                     |
| 35. | 20 May 1996       | Coral Springs, U.S.                | Saibro     | Ivan Baron / Brett Hansen-Dent      | 6–3, 6–3                     |
| 36. | 17 June 1996      | London/Queen's Club, England       | Grama      | Sébastien Lareau / Alex O'Brien     | 6–3, 7–6                     |
| 37. | 8 July 1996       | Wimbledon, London                  | Grama      | Byron Black / Grant Connell         | 4–6, 6–1, 6–3, 6–2           |
| 38. | 29 July 1996      | Atlanta Olympics, U.S.             | Duro       | Neil Broad / Tim Henman             | 6–4, 6–4, 6–2                |
| 39. | 9 September 1996  | U.S. Open, New York                | Duro       | Jacco Eltingh / Paul Haarhuis       | 4–6, 7–6, 7–6                |
| 40. | 7 October 1996    | Singapore                          | Carpete    | Martin Damm / Andrei Olhovskiy      | 7–6, 7–6                     |
| 41. | 17 November 1996  | Doubles Championship, Hartford     | Carpete    | Sébastien Lareau / Alex O'Brien     | 6–4, 5–7, 6–2, 7–6(7–3)      |
| 42. | 27 January 1997   | Australian Open, Melbourne         | Duro       | Sébastien Lareau / Alex O'Brien     | 4–6, 7–5, 7–5, 6–3           |
| 43. | 31 March 1997     | Key Biscayne, U.S.                 | Duro       | Mark Knowles / Daniel Nestor        | 7–6, 7–6                     |
| 44. | 7 July 1997       | Wimbledon, London                  | Grama      | Jacco Eltingh / Paul Haarhuis       | 7–6(7–4), 7–6(9–7), 5–7, 6–3 |
| 45. | 11 August 1997    | Cincinnati, U.S.                   | Duro       | Mark Philippoussis / Patrick Rafter | 7–6, 4–6, 6–4                |
| 46. | 27 October 1997   | Stuttgart Indoor, Germany          | Carpete    | Rick Leach / Jonathan Stark         | 6–3, 6–3                     |
| 47. | 19 January 1998   | Sydney Outdoor, Australia          | Duro       | Jacco Eltingh / Daniel Nestor       | 6–3, 7–5                     |
| 48. | 16 February 1998  | San Jose, U.S.                     | Duro (i)   | Nelson Aerts / André Sá             | 6–1, 7–5                     |
| 49. | 23 February 1998  | Memphis, U.S.                      | Duro (i)   | Ellis Ferreira / David Roditi       | 6–3, 6–4                     |
| 50. | 4 May 1998        | Munich, Germany                    | Saibro     | Joshua Eagle / Andrew Florent       | 6–0, 6–3                     |
| 51. | 19 October 1998   | Singapore                          | Carpete    | Mahesh Bhupathi / Leander Paes      | 6–2, 6–3                     |
| 52. | 15 February 1999  | San Jose, U.S.                     | Duro (i)   | Aleksandar Kitinov / Nenad Zimonjić | 7–5, 6–7(3–7), 6–4           |
| 53. | 22 February 1999  | Memphis, U.S.                      | Duro (i)   | Sébastien Lareau / Alex O'Brien     | 6–3, 6–4                     |
| 54. | 10 January 2000   | Adelaide, Australia                | Duro       | Lleyton Hewitt / Sandon Stolle      | 6–4, 6–2                     |
| 55. | 17 January 2000   | Sydney, Australia                  | Duro       | Lleyton Hewitt / Sandon Stolle      | 7–5, 6–4                     |
| 56. | 3 April 2000      | Miami, U.S.                        | Duro       | Martin Damm / Dominik Hrbatý        | 6–3, 6–4                     |
| 57. | 22 May 2000       | Hamburg, Germany                   | Saibro     | Wayne Arthurs / Sandon Stolle       | 6–7(4–7), 6–4, 6–3           |
| 58. | 12 June 2000      | French Open, Paris                 | Saibro     | Paul Haarhuis / Sandon Stolle       | 7–6(9–7), 6–4                |
| 59. | 19 June 2000      | London/Queen's Club, England       | Grama      | Jonathan Stark / Eric Taino         | 6-7(5–7), 6–3, 7–6(7–1)      |
| 60. | 10 July 2000      | Wimbledon, London                  | Grama      | Paul Haarhuis / Sandon Stolle       | 6–3, 6–4, 6–1                |
| 61. | 14 August 2000    | Cincinnati, U.S.                   | Duro       | Ellis Ferreira / Rick Leach         | 7–6(8–6), 6–4                |

### Vice-Campeonatos (18)
| No. | Data              | Troneio                            | Superfície | Oponentes na Final                   | Placar                            |
| 1.  | 28 November 1993  | Doubles Championship, Johannesburg | Duro (i)   | Jacco Eltingh / Paul Haarhuis        | 6–7(4–7), 6–7(5–7), 4–6           |
| 2.  | 13 June 1994      | London/Queen's Club, England       | Grama      | Jan Apell / Jonas Björkman           | 6–3, 6–7, 4–6                     |
| 3.  | 12 September 1994 | U.S. Open, New York                | Duro       | Jacco Eltingh / Paul Haarhuis        | 3–6, 6–7(1–7)                     |
| 4.  | 28 November 1994  | Doubles Championship, Jakarta      | Duro (i)   | Jan Apell / Jonas Björkman           | 4–6, 6–4, 6–4, 6–7(5–7), 6–7(6–8) |
| 5.  | 23 October 1995   | Vienna, Austria                    | Carpete    | Ellis Ferreira / Jan Siemerink       | 4–6, 5–7                          |
| 6.  | 26 February 1996  | Memphis, U.S.                      | Duro (i)   | Mark Knowles / Daniel Nestor         | 4–6, 5–7                          |
| 7.  | 6 January 1997    | Adelaide, Australia                | Duro       | Patrick Rafter / Bryan Shelton       | 4–6, 6–1, 3–6                     |
| 8.  | 9 June 1997       | French Open, Paris                 | Saibro     | Yevgeny Kafelnikov / Daniel Vacek    | 6–7(12–14), 6–4, 3–6              |
| 9.  | 2 February 1998   | Australian Open, Melbourne         | Duro       | Jonas Björkman / Jacco Eltingh       | 2–6, 7–5, 6–2, 4–6, 3–6           |
| 10. | 27 April 1998     | Monte Carlo, Monaco                | Saibro     | Jacco Eltingh / Paul Haarhuis        | 4–6, 2–6                          |
| 11. | 6 July 1998       | Wimbledon, London                  | Grama      | Jacco Eltingh / Paul Haarhuis        | 6–2, 4–6, 6–7(3–7), 7–5, 8–10     |
| 12. | 12 October 1998   | Shanghai, China                    | Carpete    | Mahesh Bhupathi / Leander Paes       | 4–6, 7–6(7–2), 6–7(4–7)           |
| 13. | 3 May 1999        | Atlanta, U.S.                      | Saibro     | Patrick Galbraith / Justin Gimelstob | 7–5, 6–7, 3–6                     |
| 14. | 14 June 1999      | London/Queen's Club, England       | Grama      | Sébastien Lareau / Alex O'Brien      | 3–6, 6–7(3–7)                     |
| 15. | 16 August 1999    | Cincinnati, U.S.                   | Duro       | Byron Black / Jonas Björkman         | 3–6, 6–7(6–8)                     |
| 16. | 11 October 1999   | Shanghai, China                    | Duro       | Sébastien Lareau / Daniel Nestor     | 5–7, 3–6                          |
| 17. | 18 October 1999   | Singapore                          | Duro (i)   | Max Mirnyi / Eric Taino              | 3–6, 4–6                          |
| 18. | 2 October 2000    | Sydney Olympics, Australia         | Duro       | Sébastien Lareau / Daniel Nestor     | 7–5, 3–6, 4–6, 6–7(2–7)           |